# João-xique-xique
O joão-xique-xique [também grafado joão-chique-chique] (Synallaxis hellmayri) é uma espécie de ave passeriforme da família Furnariidae endêmica do Nordeste do Brasil. Conhecido também como maria-macambira, sis-tré, tatac e patró. Vive no bioma da caatinga, em meio á arbustos densos e espinhosos.
Anteriormente esta espécie foi considerada monotípica dentro do género Gyalophylax, mas estudos filogenéticos moleculares feitos entre 2009 e 2011 mostram que ela esta incorporada no género Synallaxis.

## Distribuição e hábitat
É distribuído no árido Nordeste do Brasil, exclusiva da caatinga, desde o nordeste do Piauí ate o norte de Minas Gerais; ocorre também no interior dos estados do Ceará, Rio Grande do Norte, Bahia, Paraíba, Pernambuco, Sergipe e Alagoas.

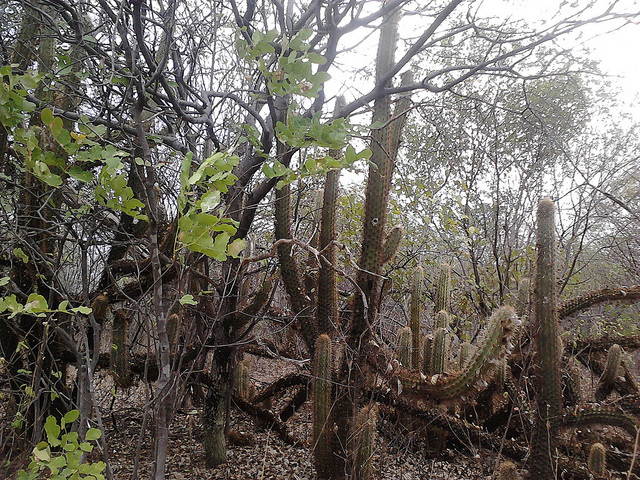
Vegetação de caatinga, o hábitat típico do joão-xique-xique (São João do Sabugi, RN)

Habita uma variedade de ambientes secos da caatinga, incluindo pastagens ate altitude de 500 m. Acreditava-se inicialmente que estava restrito a vegetação abundante da bromélia terrestre macambira (Bromelia laciniosa), mas isso aparentemente não é verdade. Seu hábitat real inclui arbustos densos e espinhosos, raramente fica exposto em lugares abertos.

## Descrição
Mede aproximadamente 18 a 19 cm de comprimento e pesa entre 25 e 26 g. A íris é amarelo-alaranjada. Plumagem geralmente cinza acastanhado uniforme com uma grande mancha negra na garganta; face levemente negra, porém esfumada e discreta; bico e pernas são escuros; ombros das asas contrastantes com um castanho-ruivo; a cauda é longa espigada e com duas pontas, é enegrecida em comparação ao resto do corpo.

## Estado de conservação
O joão-xique-xique tinha sido previamente classificado como quase ameaçada pela União Internacional para a Conservação da Natureza (IUCN), porque foi anteriormente pensado que sua distribuição geográfica ocorria em uma área limitada e era suspeito sua população estar em declínio devido a degradação da caatinga seca. Porem, verificou-se que sua área de distribuição é muito maior e ainda não esta gravemente fragmentada ou restrita a poucas localidades. Portanto, foi classificado como pouco preocupante na sua última avaliação. 

### Ameaças
Apesar de ser mais disperso e seu hábitat menos restrito do que se pensava, ainda esta ameaçado pela conversão para a agricultura, pastagem intensiva, queimadas e o uso da flora local como carvão.

## Comportamento
Alimentam-se principalmente aos pares, porém preferem viver sós, evasivamente em vegetação rasteira densa e emergindo raramente no sub-bosque.

### Alimentação
Costuma procurar alimentos no solo onde predominam macambiras e cactos rasteiros, sendo um ambiente de difícil acesso. Ele forrageia com os pés e com o bico arremessa as folhas mortas. Observou-se que eles capturam apenas artrópodes e aranhas. O forrageamento do solo deve-se as condições da caatinga, principalmente na estação de seca, quando há pouca vegetação viva.

### Reprodução
O ninho é um conglomerado único de galhos e espinhos de cactos que possuem a forma de um túnel na entrada, com uma câmara arredondada na extremidade onde são depositados os ovos, medindo aproximadamente 700 mm, incluindo o tubo de entrada. A parte externa do tubo e a boca são revestidas com espinhos de cactos endêmicos, para impedir a entrada de predadores terrestres como cobras, lagartos, gambás e outros. Todo o resto do ninho é feito de gravetos e não há espinhos por dentro, sendo forrados com lã de cactos. Os ninhos são, em sua maioria, construídos no solo, ou em alturas que variam entre 0,5 a 1 m acima do chão ao redor de algum xique-xique (Pilosocereus sp.) - daí a origem do seu nome popular.

### Vocalização
Seu chamado mais frequente, comum ao amanhecer ou no fim da manhã, é um "ka-cheu, ka-cheu, ka-cheu.." às vezes continuando por longos períodos. Seu canto parece ser um grito alto e abrupto que se transforma em um murmúrio e lentamente para.

## Sistemática

### Descrição original
A espécie S. hellmayri foi descrita pela primeira vez pelo ornitólogo austríaco Othmar Reiser em 1905 sob o mesmo nome científico atual; sua área de ocorrência havia sido descrita como localidade-tipo "Fazenda Serra, Rio Grande, Bahia, Brasil".

### Etimologia
O nome genérico feminino «Synallaxis» pode derivar do grego «συναλλαξις ''sunallaxis'', συναλλαξεως ''sunallaxeōs''»: que significa "troca"; talvez porque o criador do gênero, Vieillot, tenha pensado que dois espécimes com características semelhantes ao género poderiam ser machos e fêmeas da mesma espécie, ou então, aludindo as características diferentes que garantem a separação genérica; um significado diferente seria que deriva do grego «Synalasis», que na mitologia grega é uma das ninfas da água gregas Ionides. O nome da espécie «hellmayri» faz homenagem ao ornitólogo austro-americano Carl Edward Hellmayr (1878-1944).

### Taxonomia
S. hellmayri foi transferido do género monotípico Gyalophylax para Synallaxis de acordo com a Proposta N529 para o Comitê de Classificação da América do Sul (SAAC) seguindo Derryberry et al. (2011), e o nome científico mudou de Gyalophylax hellmayri para o presente.
Anteriormente era chamado de Synallaxis griseiventris, mas o nome estava pré-ocupado. Alguns autores pensam que é mais próximo do joão-grilo (Synallaxis hypospodia) do que qualquer outro do mesmo género; pois os dois tem semelhança no perfil dos rectrizes; difere morfologicamente do género atual por ter 12 rectrizes; pernas mais grossas e tarso e perfil de bico diferente. Ele já foi colocado em Asthenes e descrito por alguns autores como se assemelhando a membros desse género.